# 1960-as magyar tekebajnokság
Az 1960-as magyar tekebajnokság a huszonkettedik magyar bajnokság volt. A férfiak bajnokságát július 24-én rendezték meg Budapesten, a Postás Egressy utcai pályáján, a nőkét június 18. és 19. között Budapesten, a Dózsa Dagály utcai pályáján.

## Eredmények
| Versenyszám  | Arany                            | Arany | Ezüst                               | Ezüst | Bronz                             | Bronz |
| ------------ | -------------------------------- | ----- | ----------------------------------- | ----- | --------------------------------- | ----- |
| Férfi egyéni | Szép Gyula Szombathelyi Cipőgyár | 884   | Gyebrovszky György Kecskeméti Vasas | 855   | Kozma Ödön MÁV Dunántúli AC       | 842   |
| Női egyéni   | Dulik Ferencné Bp. Előre         | 453   | Gyenes Sándorné Bp. Előre           | 433   | Györkös Gyuláné Ferencvárosi SZÉL | 432   |